# Kitty Barne
Marion Catherine "Kitty" Barne, född 17 november 1883 i Petersham i Borough of Richmond i sydvästra London, död 3 februari 1957, var en brittisk manusförfattare och författare av barnböcker.
Barne föddes i sydvästra London men växte upp i Somerset och Sussex och studerade senare vid Royal College of Music. Hon gifte sig med kapten Eric Streatfeild, och blev därmed släkt genom gifte med en annan populär barnboksförfattare, Noel Streatfeild.  
Kitty var medlem av Women's Voluntary Service och ansvarig för mottagandet av evakuerade barn som kom till Sussex under andra världskriget. Under krigsåren gav hon ut sex romaner, varav den kanske mest kända Visitors from London (ej på sv.) om evakuerade och för vilken hon fick ta emot Carnegie Medal.
Hon är mest känd för sina böcker Rosina Copper (på sv. Rosina : en berömd hästs sällsamma levnadsöde) och dess uppföljare Rosina and Son (ej på sv.), en sann historia om ett argentinskt poloponnysto som räddades från vanskötsel efter att det bestämts att hon skulle avlivas. Böckerna illustrerades av Alfons Purtscher och Marcia Lane Foster.
Hon drabbades av en stroke 1957 och dog samma år.